# Number One Girl
Number One Girl è un singolo della cantautrice neozelandese-sudcoreana Rosé, pubblicato il 22 novembre 2024 come secondo estratto dal primo album in studio Rosie.

## Video musicale
Il video, diretto dalla stessa Rosé, è stato reso disponibile in concomitanza con l'uscita del pezzo attraverso il canale YouTube dell'artista.
Un secondo video, ovvero la performance del brano, diretto da Tanja Muïn'o, è stato pubblicato il 13 febbraio 2025 sul canale YouTube di Rosé.

## Tracce
Testi e musiche di Roseanne Park, Amy Allen, Peter Hernandez, Dernst Emile II, Carter Lang, Dylan Wiggins e Omer Fedi.
1. Number One Girl – 3:36

## Formazione
- Rosé – voce, produzione esecutiva
- Bruno Mars – produzione
- Carter Lang – produzione
- D'Mile – produzione
- Dylan Wiggins – produzione
- Omer Fedi – produzione
- Ben Hogarth – ingegneria del suono aggiuntiva
- Kuk Harrell – assistenza tecnica vocale, produzione vocale
- Jelli Dorman – assistenza tecnica vocale
- Will Quennell – mastering
- Șerban Ghenea – missaggio
- Bryce Bordone – assistenza al missaggio

## Classifiche
| Classifica (2024) | Posizione massima |
| ----------------- | ----------------- |
| Canada            | 63                |
| Corea del Sud     | 12                |
| Filippine         | 28                |
| Hong Kong         | 3                 |
| Indonesia         | 20                |
| Regno Unito       | 84                |
| Malaysia          | 3                 |
| Singapore         | 4                 |
| Stati Uniti       | 101               |
| Taiwan            | 2                 |